# Юсти, Иоганн Генрих Готлиб

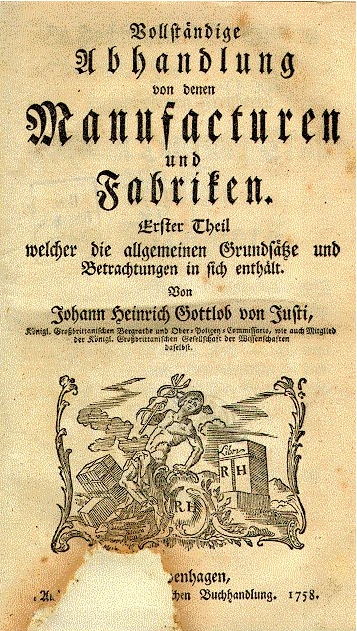
Титульный лист книги Юсти «Manufakturen und Fabriken», 1758 г.

Иоганн Генрих Готлиб фон Юсти (нем. Johann Heinrich Gottlob von Justi; 28 декабря 1717, Брюккен — 21 июня 1771, Кюстрин (ныне Костшин-над-Одрой Любушское воеводство Польша)) — немецкий экономист, минералог, профессор. Один из выдающиеся камералистов.

## Биография
В 1750—1753 обучался в венском Терезиануме, где познакомился с Фридрихом Вильгельмом фон Гаугвицем, будущим канцлером Австрийской империи при Марии Терезии, административные реформы которого строились на идеях Юсти.
После недолгого пребывания в Эрфурте и Лейпциге, в 1755 году Юсти стал директором полиции в Геттингене. Там же читал лекции политической экономии в Геттингенском университете и начал свою регулярную работу по исследованию идей эпохи французского Просвещения. Особый интерес уделял сочинению Монтескье 1748 года «О духе законов».
В 1757, датский министр Бернсторф пригласил его в Копенгаген. В 1758, Юсти поселился в Альтоне. Надеясь на приглашение на службу в Пруссии, переехал в Берлин в 1760.
В 1765 году занял пост прусского министра шахт, перерабатывающей и сталелитейной промышленности.
В 1768 был обвинен в хищении государственных средств и заключен в крепость Кюстрин. Освобожден из заключения в 1771 году и вскоре умер.

## Научная деятельность
Иоганн Генрих Готлиб фон Юсти — один из главных представителей камерализма, многочисленные труды которого были посвящены учению о внутреннем государственном управлении, имеющем целью всеобщее благо, счастье каждого отдельного человека и всего общества. Поскольку экономическая деятельность, порождающая конкуренцию, разъединяет и разобщает людей, государство как особый социально-политический институт должно было взять на себя задачу приведения их к согласию.
В области научных исследований о работе полиции (1756) изложил идеи функционирования правоохранительных органов, отличавшиеся от большинства своих современников. Полиция, по его мнению, должна играть роль посредника между субъектами права и государством.
Главные труды Юсти:
- «Staatswirtschaft oder systematische Abhandlung aller ökonomischen und Cameralwissenschaft» (1755);
- «Entdeckte Ursachen von der verderbten Münzwesen» (1755);
- «Die Chimäre des Gleichgewichts von Europa» (1758);
- «Grundsätze der Polizeiwissenschaft» (1782);
- «Grundriss des gesammten Mineralreichs» (1756);
- «System des Finanzwesens» (1756);
- «Vollständige Abhandlung von denen Manufakturen und Fabriken» (1758-61);
- «Der Grundriss einer guten Regierung» (1759);
- «Psammitichus» (1759);
- «Tabeln und Erzählungen» (1759);
- «Natur und Wesen der Staaten» (1760);
- «Scherzhafte Schriften» (1760—1765);
- «Leben und Charakter des Königl. Polnischen und Churfürstl. Sächsischen Premier-Ministre Grafens von Brühl» (1760—1764);
- «Die Grundfeste zuf Macht und Glückseligkeit der Staaten» (1760—1761);
- «Gesammelte politische und Finanzschriften» (1761—1764);
- «Vergleichungen der europäischen mit den asiatischen und andern vermeintlich barbarischen Regierungen» (1762) ;
- «Ausführliche Abhandlung von denen Steuern und Abgaben» (1762);
- «System des Finanzwesens».

На русский язык переведены: Авраамом Волковым — «Существенное изображение естества народных обществ и всякого рода законов» (СПб., 1770 и М., 1802); Ив. Богаевским — «Основание силы и благосостояния царств, или Подробное начертание всех знаний, касающихся до государственного благочиния» (СПб., 1772-78); Денисом Фонвизиным — «Торгующее дворянство» (СПб., 1766).

## Источник
Юсти, Иоганн Генрих Готлиб // Энциклопедический словарь Брокгауза и Ефрона : в 86 т. (82 т. и 4 доп.). — СПб., 1890—1907.